# Ernsthausen (Rauschenberg)
Ernsthausen ist ein Ortsteil der Stadt Rauschenberg im mittelhessischen Landkreis Marburg-Biedenkopf.

## Geographie
Der Ort liegt im Tal der Wohra am Ostrand des Burgwaldes nordöstlich von Rauschenberg. Am südwestlichen Ortsrand treffen die Landesstraßen 3071 und 3073 aufeinander. Der Haltepunkt an der ehemaligen Wohratalbahn liegt etwa 500 m entfernt an der gegenüberliegenden Talseite; das Gebäude wird heute als Wohnhaus genutzt.

## Geschichte

### Ortsgeschichte
Die älteste bekannte schriftliche Erwähnung von Ernsthausen erfolgte unter dem Namen Erneshusin im Jahr 1349. Weitere Erwähnungen erfolgten unter den Ortsnamen (in Klammern das Jahr der Erwähnung): Ernshusen (1366) und Ernsthausen (1577).
Im Zuge der Gebietsreform in Hessen genehmigte die Landesregierung mit Wirkung vom 31. Dezember 1971 den freiwilligen Zusammenschluss der Stadt Rauschenberg und der Gemeinden Albshausen, Bracht, Ernsthausen, Josbach, Schwabendorf und Wolfskaute im damaligen Landkreis Marburg zu einer Stadt mit dem Namen Rauschenberg. Für alle ehemals eigenständigen Gemeinden sowie für die Kernstadt wurde je ein Ortsbezirk gebildet.

### Verwaltungsgeschichte im Überblick
Die folgende Liste zeigt die Staaten und Verwaltungseinheiten, denen Ernsthausen angehört(e):
- vor 1567: Heiliges Römisches Reich, Landgrafschaft Hessen, Amt Rauschenberg[6]
- ab 1567: Heiliges Römisches Reich, Landgrafschaft Hessen-Marburg, Amt Rauschenberg[7]
- 1604–1648: Heiliges Römisches Reich, strittig zwischen Landgrafschaft Hessen-Darmstadt und Landgrafschaft Hessen-Kassel (Hessenkrieg)
- ab 1648: Heiliges Römisches Reich, Landgrafschaft Hessen-Kassel, Amt Rauschenberg
- ab 1806: Landgrafschaft Hessen-Kassel, Amt Rauschenberg
- 1807–1813: Königreich Westphalen, Departement der Werra, Distrikt Marburg, Kanton Rauschenberg
- ab 1815: Kurfürstentum Hessen, Amt Rauschenberg[8]
- ab 1821: Kurfürstentum Hessen, Provinz Oberhessen, Kreis Kirchhain[9][Anm. 2]
- ab 1848: Kurfürstentum Hessen, Bezirk Marburg
- ab 1851: Kurfürstentum Hessen, Provinz Oberhessen, Kreis Kirchhain
- ab 1866: Königreich Preußen, Provinz Hessen-Nassau, Regierungsbezirk Kassel, Kreis Kirchhain
- ab 1871: Deutsches Reich, Königreich Preußen, Provinz Hessen-Nassau, Regierungsbezirk Kassel, Kreis Kirchhain
- ab 1918: Deutsches Reich, Freistaat Preußen, Provinz Hessen-Nassau, Regierungsbezirk Kassel, Kreis Kirchhain
- ab 1932: Deutsches Reich, Freistaat Preußen, Provinz Hessen-Nassau, Regierungsbezirk Kassel, Kreis Marburg
- ab 1944: Deutsches Reich, Freistaat Preußen, Provinz Kurhessen, Landkreis Marburg
- ab 1945: Amerikanische Besatzungszone, Groß-Hessen, Regierungsbezirk Kassel, Landkreis Marburg
- ab 1946: Amerikanische Besatzungszone, Hessen, Regierungsbezirk Kassel, Landkreis Marburg
- ab 1949: Bundesrepublik Deutschland, Hessen, Regierungsbezirk Kassel, Landkreis Marburg
- ab 1972: Bundesrepublik Deutschland, Hessen, Regierungsbezirk Kassel, Landkreis Marburg, Stadt Rauschenberg[Anm. 3]
- ab 1974: Bundesrepublik Deutschland, Hessen, Regierungsbezirk Kassel, Landkreis Marburg-Biedenkopf, Stadt Rauschenberg
- ab 1981: Bundesrepublik Deutschland, Hessen, Regierungsbezirk Gießen, Landkreis Marburg-Biedenkopf, Stadt Rauschenberg

## Bevölkerung

### Einwohnerstruktur 2011
Nach den Erhebungen des Zensus 2011 lebten am Stichtag, dem 9. Mai 2011, in Ernsthausen 471 Einwohner. Darunter waren 3 (0,6 %) Ausländer.
Nach dem Lebensalter waren 144 Einwohner unter 18 Jahren, 213 zwischen 18 und 49, 99 zwischen 50 und 64 und 81 Einwohner waren älter. Die Einwohner lebten in 177 Haushalten. Davon waren 30 Singlehaushalte, 45 Paare ohne Kinder und 87 Paare mit Kindern, sowie 15 Alleinerziehende und keine Wohngemeinschaften. In 24 Haushalten lebten ausschließlich Senioren und in 117 Haushaltungen lebten keine Senioren.

### Einwohnerentwicklung
| Quelle: Historisches Ortslexikon |                                                                                         |
| • 1577:                          | 42 Hausgesesse                                                                          |
| • 1629:                          | 4 Dienste, 6 Einläuftige                                                                |
| • 1681:                          | 18 hausgesessene Mannschaften                                                           |
| • 1747:                          | 41 Hausgesesse                                                                          |
| • 1838:                          | Familien: 42 nutzungsberechtigte, 23 nicht nutzungsberechtigte Ortsbürger, 21 Beisassen |

| Ernsthausen: Einwohnerzahlen von 1784 bis 2016 | Ernsthausen: Einwohnerzahlen von 1784 bis 2016 | Ernsthausen: Einwohnerzahlen von 1784 bis 2016 | Ernsthausen: Einwohnerzahlen von 1784 bis 2016 | Ernsthausen: Einwohnerzahlen von 1784 bis 2016 |
| --- | ---------------------------------------------- | ---------------------------------------------- | ---------------------------------------------- | ---------------------------------------------- |
| Jahr |                                                |                                                |                                                | Einwohner                                      |
| 1784 | 1784                                           |                                                | 233                                            | 233                                            |
| 1800 | 1800                                           |                                                | ?                                              | ?                                              |
| 1834 | 1834                                           |                                                | 468                                            | 468                                            |
| 1840 | 1840                                           |                                                | 444                                            | 444                                            |
| 1846 | 1846                                           |                                                | 472                                            | 472                                            |
| 1852 | 1852                                           |                                                | 483                                            | 483                                            |
| 1858 | 1858                                           |                                                | 463                                            | 463                                            |
| 1864 | 1864                                           |                                                | 472                                            | 472                                            |
| 1871 | 1871                                           |                                                | 422                                            | 422                                            |
| 1875 | 1875                                           |                                                | 415                                            | 415                                            |
| 1885 | 1885                                           |                                                | 409                                            | 409                                            |
| 1895 | 1895                                           |                                                | 392                                            | 392                                            |
| 1905 | 1905                                           |                                                | 388                                            | 388                                            |
| 1910 | 1910                                           |                                                | 407                                            | 407                                            |
| 1925 | 1925                                           |                                                | 406                                            | 406                                            |
| 1939 | 1939                                           |                                                | 435                                            | 435                                            |
| 1946 | 1946                                           |                                                | 628                                            | 628                                            |
| 1950 | 1950                                           |                                                | 632                                            | 632                                            |
| 1956 | 1956                                           |                                                | 554                                            | 554                                            |
| 1961 | 1961                                           |                                                | 505                                            | 505                                            |
| 1967 | 1967                                           |                                                | 508                                            | 508                                            |
| 1980 | 1980                                           |                                                | ?                                              | ?                                              |
| 1990 | 1990                                           |                                                | ?                                              | ?                                              |
| 2000 | 2000                                           |                                                | ?                                              | ?                                              |
| 2011 | 2011                                           |                                                | 471                                            | 471                                            |
| 2016 | 2016                                           |                                                | 473                                            | 473                                            |
| Datenquelle: Historisches Gemeindeverzeichnis für Hessen: Die Bevölkerung der Gemeinden 1834 bis 1967. Wiesbaden: Hessisches Statistisches Landesamt, 1968. Weitere Quellen: LAGIS; Zensus 2011; 2016 |                                                |                                                |                                                |                                                |

### Historische Religionszugehörigkeit
| Quelle: Historisches Ortslexikon | |
| • 1861:                          | 408 evangelisch-lutherische, 19 evangelisch-reformierte, ein römisch-katholischer, 12 andere christlich-konfessionelle, 17 jüdische Einwohner. |
| • 1885:                          | 400 evangelische (= 95,80 %), 5 katholische (= 1,22 %), 4 jüdische (= 0,98 %) Einwohner                                                        |
| • 1961:                          | 692 evangelische (= 85,22 %), 113 katholische (= 13,92 %) Einwohner                                                                            |

### Historische Erwerbstätigkeit
| Quelle: Historisches Ortslexikon | |
| • 1784:                          | Erwerbspersonen: Schmiede, 1 Schlosser, 1 Wagner, 3 Schneider, 4 Leineweber, 1 Müller, 2 Lohnschäfer, 17 Tagelöhner, 1 Branntweinwirt und Branntweinbrenner |
| • 1838:                          | Familien: 36 Ackerbau, 10 Gewerbe, 35 Tagelöhner |
| • 1961:                          | Erwerbspersonen: 159 Land- und Forstwirtschaft, 94 Produzierendes Gewerbe, 10 Handel und Verkehr, 9 Dienstleistungen und Sonstiges                          |

## Politik
Für Ernsthausen besteht ein Ortsbezirk mit Ortsbeirat und Ortsvorsteher nach der Hessischen Gemeindeordnung.
Der Ortsbeirat für den Ortsbezirk Ernsthausen besteht aus fünf Mitgliedern. Die Wahlbeteiligung zur Wahl des Ortsbeirats bei der Kommunalwahl 2021 52,55 %. Alle Kandidaten gehörten der „Gemeinschaftsliste Ernsthausen“ an. Der Ortsbeirat wählte Norbert Dönges zum Ortsvorsteher.

## Kultur und Infrastruktur
In Ernsthausen gibt es ein Dorfgemeinschaftshaus, das Storchennest, eine Vorschule und eine evangelische Fachwerkkirche, die aus dem Jahre 1720 stammt.
Das kulturelle Ortsleben prägen folgende Vereine:
- Aktive Störche
- Erneshusin e. V.
- Freiwillige Feuerwehr
- Förderverein Vorschule
- Jugendclub
- Landwirtschaftlicher Kultur- und Technik-Club Wohratal e. V.
- Männergesangverein
- Posaunenchor
- Schützenverein 1957 Ernsthausen e. V.
- Tennisclub
- Theaterverein
- TSV Ernsthausen 1928 e. V.